# Bente Bergendorff
Bente Løvgren Bergendorff gift Halsteen (30. marts 1929 i Rønne-25. februar 1967 i Bloomington, Indiana, USA) var en dansk atlet og medlem af Birkerød IF og Klampenborg IK.
Bergendorff deltog i ved OL 1948 i London hvor hun med 19 år og 124 dage var Danmarks yngste deltager.
Hun deltog på det danske stafethold på 4 x 100 meter, som bestod af Grethe Lovsø Nielsen, Bente Bergendorff, Birthe Nielsen og Hildegard Nissen kvalificerede sig problemfrit til finalen som toer i sit heat. I finalen førte danskerne til tredje skift, men måtte til slut tage til takke med en placering som nummer fem i tiden 48,2 – en tiendedel sekund langsommere end i indledende heat.
Hun deltog også på 100 meter hvor hun formåede at kvalificere sig til semifinalerne. Denne runde blev endestationen idet hun blev firer i sit heat, hvor de to bedste fra de tre heats kvalificerede sig til finalen.
Hun vandt tre danske mesterskaber i sprint.

## Danske mesterskaber
- Guld 1948 100 meter 12.3
- Guld 1948 80 meter hæk 12.2
- Sølv 1948 Længdespring 5,18
- Guld 1945 60 meter 7.9
- Sølv 1945 200 meter 27.5
- Guld 1944 60 meter 7.9
- Guld 1944 200 meter 27.1

## Personlig rekord
- 100 meter: 12,1 Malmö 24. august 1948
- 200 meter: 25.5 Frederiksberg 3. oktober 1948